# Пейзаж часу (фільм)
«Біг в часі», також «Чудова поїздка» (англ. Timescape, на відео англ. Grand Tour: Disaster in Time) — кінофільм за повістю Лоренса О'Доннелла (Генрі Каттнера) і Кетрін Люсіль Мур «Краща пора року» (англ. Vintage Season). Фільм «Біг в часі» був знятий для театрального показу в 1991 році, але дебютував на кабельному телебаченні під назвою «Чудова поїздка».

## Сюжет
Бен Вілсон (Джефф Дініелс), дружина якого померла якийсь час тому в результаті автомобільної аварії, повертається з дочкою Гіларі (Аріана Річардс) в рідне місто Грінглен, де він купує старий будинок на околиці міста, який реставрує разом з донькою. Несподівано місцевий водій автобуса Оскар приїжджає з групою туристів з «Південної Каліфорнії», глава групи просить здати їм в оренду кімнату, відкидаючи пропозицію зупинитися в великому готелі в центрі міста. Скоро Вілсон зауважує, що його нові постояльці поводяться дивно, а Оскар зауважує, що, незважаючи на те, що вони туристи, у них навіть немає камер з собою, щоб фотографувати. Незабаром після того як постояльці розійшлися по кімнатах, з'являється ще один незнайомець з групи на ім'я Кьюшу (Девід Скважин), Бен помічає на його одязі тонкий шар попелу. Після трагедії місто виявляється майже повністю зруйноване, а дочка Бена гине днем пізніше від вибуху газу. Намагаючись врятувати її, Бен повертається в минуле і намагається вивести дочку з міста, але у батька його загиблої дружини, місцевого судді, чиї повноваження досить великі, свої плани, адже ніхто і не здогадується про катастрофу, що насувається.
Підозри Бена посилюються на наступний день, після того як Кьюшу потрапляє в невелику аварію під час прогулянки по місту, він допомагає йому, а сам Кьюшу упускає свій паспорт, дивлячись в який Бен бачить штампи різних місць в США і дати, між якими десятиліття. Місцевий лікар показує рентгенівські знімки Кьюшу на яких видно чужорідний об'єкт, вбудований в череп. Після відходу від лікаря Вілсон прямо запитує у Кьюшу, хто він такий і чому штампи і дати збігаються зі знаменитими аваріями, стихійними лихами, в тому числі землетрусом 1906 року в Сан-Франциско, катастрофою Гінденберга і виверженням вулкана Свята Єлена, звідси і попіл на одязі незваного гостя. Кьюшу нічого не пояснює, лише пропонує Бену негайно виїхати з міста і не повертатися поки він не буде впевнений що це безпечно.
Тим часом, в таємниці від Бена, батько його дружини суддя Колдуелл (Джордж Мердок), через те що звинувачує Бена в смерті своєї дочки, прагне довести що той поганий батько. Повернувшись додому Бен зустрічає суддю, той загрожує йому арештом, він йде і зупиняється в місцевому готелі. Він передбачає що «туристи» виявляються мандрівниками в часі, і прибули вони сюди не для огляду визначних пам'яток, а щоб стати свідками якоїсь катастрофи, в рамках великого туру по минулому, після Бен втрачає свідомість.
Пізно ввечері Бена знаходить Оскар і допомагає повернутися в будинок, аби з'ясувати що ж має статися, навіщо саме прилетіли туристи, але через хвилину місто вражає великий метеорит, який практично знищує місто. Бен знаходить свою дочку живою, але прямуючи в місто, він виявляє що готель знищений і багато його друзів загинули, а в цей час туристи розгулюють всюди. Бен з дочкою всю ніч допомагають жертвам катастрофи, в місцевій школі, де розмістився тимчасовий центр з надання допомоги.
Коли Бен і Оскар повертаються в гостьовий будинок на наступний день, Бен з жахом виявляє, що хоча туристи і пропали, їх багаж і досі тут. Він і Оскар знаходять їх на покинутій фабриці за містом, Бен розуміє що вони чекають нової катастрофи, яка повинна відбутися в школі. Туристи намагаються затримати його, але він вислизає від них, в надії врятувати життя своєї дочки Гіларі. Тим часом, працівники тих служб випадково ушкоджують газопровід в школі, що призводить до потужного вибуху і руйнує школу, в результаті гине безліч людей, включаючи дочку Бена і Кьюшу.
Прокинувшись, Бен виявляє що був узятий туристами, а якийсь чиновник приїхав аби розслідувати тимчасові порушення, що з'явилися через діяльність Бена. Були зупинені всі тимчасові екскурсії. Бен звинувачує чиновника в нелюдяності, просить його виправити все, повернути його дочку, але той непохитний, проте Бену вдається стягнути паспорт Кьюшу.
Вивчивши паспорт, Бен знаходить пристрій для подорожі в часі, він повертається в минулий вечір і намагається врятувати свою дочку і городян від падаючого метеорита і наступного вибуху. Він намагається забрати Гілларі з дому судді, але його ловлять і кидають до в'язниці, яка скоро сама буде знищена. Однак він переконує заступника дозволити йому один телефонний дзвінок і попереджає себе самого в готелі. Інший Бен допомагає вийти йому з в'язниці і разом вони намагаються попередити людей, дзвонячи у дзвони старої церкви.
Бен залишає дочку з іншим собою і йде, але зустрічає чиновника з тимчасових питань, який повернувся і має намір відправити Бена назад в його інтервал часу. Він попереджає Бена більше не втручатися і загрожує йому в разі непокори повернутися в минуле і ліквідувати всі зміни створені Беном, але Бен в свою чергу повідомляє йому, що якби в його словах був сенс, то його колеги вже б все зробили.
У фінальній сцені, ми бачимо Гіларі, яка зустрічає нових гостей у вже відбудованому гостьовому будинку, а Бен читає старі любовні листи своєї покійної дружини і раптом він розчиняється, а Гілларі раптово чує, як хтось грає на піаніно її матері.

## У ролях
- Джефф Деніелс — Бен Вілсон, господар готелю
- Аріана Річардс — Гіларі, дочка Бена Вілсона
- Емілія Кроу — Рів, мандрівниця в часі, що допомагає Бену Вілсону
- Джим Гейні — Оскар, приятель Бена Вілсона
- Мерлін Лайтстоун — мадам Іовайн, мандрівниця в часі
- Джордж Мердок — суддя Колдуелл, тесть Бена Вілсона
- Девід Веллс — Кьюшу, мандрівник у часі, який прибув раніше за інших